# Altichiero
Altichiero da Zevio, anche Altichieri o Aldighieri (Zevio, 1330 circa – Verona, 1390 circa), è stato un pittore italiano, attivo a Verona e a Padova con notizie dal 1369 al 1384.

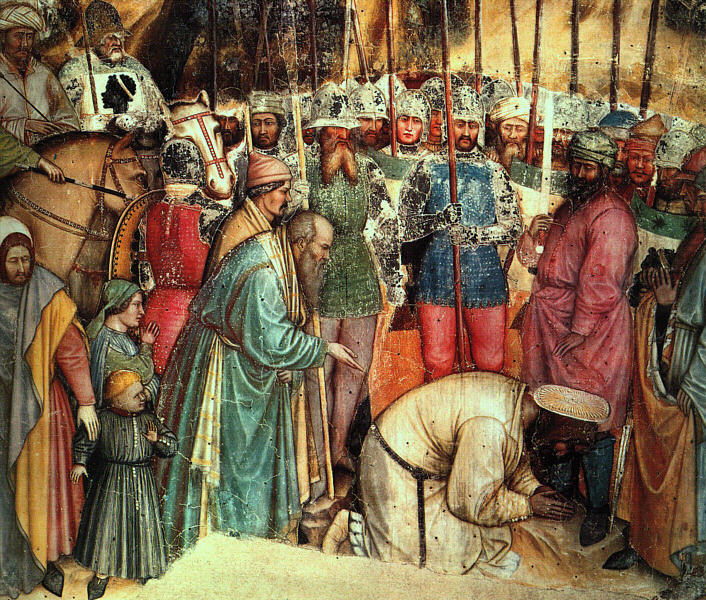
Altichiero, La decapitazione di san Giorgio, oratorio di San Giorgio, Padova

È considerato tra i maggiori pittori veneti di questo periodo, secondo alcuni «il più geniale pittore italiano del secondo Trecento».

## Biografia e opere
Figlio di Domenico da Zevio, nelle Vite de' più eccellenti pittori, scultori e architettori di Vasari è chiamato Aldigeri da Zevio. Fu discepolo di Turone a Verona. Sulla sua vita le notizie sono molto scarse; si sa soltanto che è citato per il pagamento di una anchona (cioè un'ancona, una tavola dipinta da altare) nel 1384 e che era già morto nel 1393. Le fonti però lo ricordano come un artista molto apprezzato ai suoi tempi. Vasari lo presenta già maturo e tenuto in alta considerazione nel mondo dell'arte, e lo definisce «famigliarissimo con i signori della Scala». Il primo documento a parlare di Altichiero è del 2 marzo 1369: è stato ritrovato un contratto stipulato tra il capitolo dei frati di Sant'Anastasia e "Altecherio pintore".
Nelle sue prime opere si ispirò alla scuola giottesca lombarda, traendo insegnamenti di «verità» descrittiva, che seppe mettere a buon frutto nelle sue opere. Dalle vivaci opere di Tommaso da Modena imparò lo stile narrativo brillante e l'attenzione per i dettagli quotidiani. Sebbene per alcuni aspetti coloristici e narrativi sembri precedere lo stile del gotico internazionale il suo sguardo indaga ancora oggettivamente ed è estraneo alle fantasie cortesi e cavalleresche che saranno invece in Pisanello, suo diretto erede.

### Le prime opere a Verona e a Padova
Nel 1364 affrescò nella Sala Grande di Cansignorio della Scala, a Verona, le Storie della guerra giudaica, andate perdute come le altre storie profane della Reggia Carrarese di Padova, dove erano raffigurati vari cicli: di Nerone, di Camilla, di Lucrezia, di Ercole e una serie di Uomini illustri, su ispirazione di Petrarca. Del poeta toscano egli eseguì anche un ritratto, che ci è pervenuto sebbene ampiamente ridipinto in epoche successive, dove l'autore è al tavolo di studio. L'interesse verso soggetti storici e classici, influenzato sicuramente dall'umanesimo petrarchiano, fece da preludio a quel gusto antiquario che dominò la scena dell'Italia settentrionale nel secolo successivo.

### La Cappella di San Giacomo nella basilica di Sant'Antonio a Padova

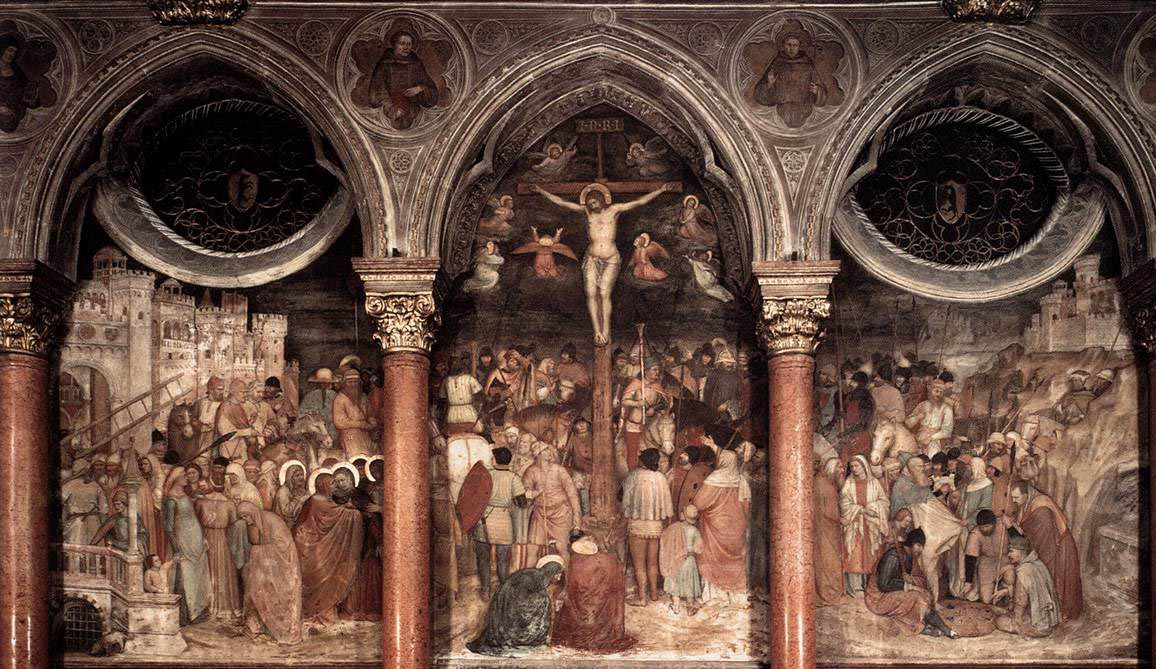
La Crocifissione

Il primo capolavoro che ci sia pervenuto di questo autore sono gli affreschi nella cappella di San Giacomo della Basilica di Sant'Antonio di Padova, dove Altichiero dipinse le Storie di San Giacomo, in collaborazione con il bolognese Jacopo Avanzi, e, da solo, la maestosa Crocifissione, tra il 1376 e il 1379, su commissione di Bonifacio Lupi marchese di Soragna.
La Crocifissione è dipinta entro tre arcate, ma le diverse scene sono trattate come un unico spazio. Al centro la Croce, isolata in alto e contornata da angeli, ricorda il medesimo soggetto di Giotto nella cappella degli Scrovegni, al pari del gruppo delle pie donne.
Ma straordinario è il dispiegarsi della folla attorno al Golgota, con un campionario di stati d'animo e di scene di vita quotidiana che non ha paragoni in un soggetto del genere: soldati indifferenti, passanti, spettatori incuriositi o inconsapevoli, madri con i bambini alla mano, persone che commentano... e poi le scene secondarie, come quella degli sgherri che rientrano in città, o quella delle vesti tirate a sorte, il tutto con una tale vividezza che pare di trovarsi di fronte a un vivido spaccato di una piazza trecentesca, con un'amplissima gamma di tipi umani e di atteggiamenti emotivi.

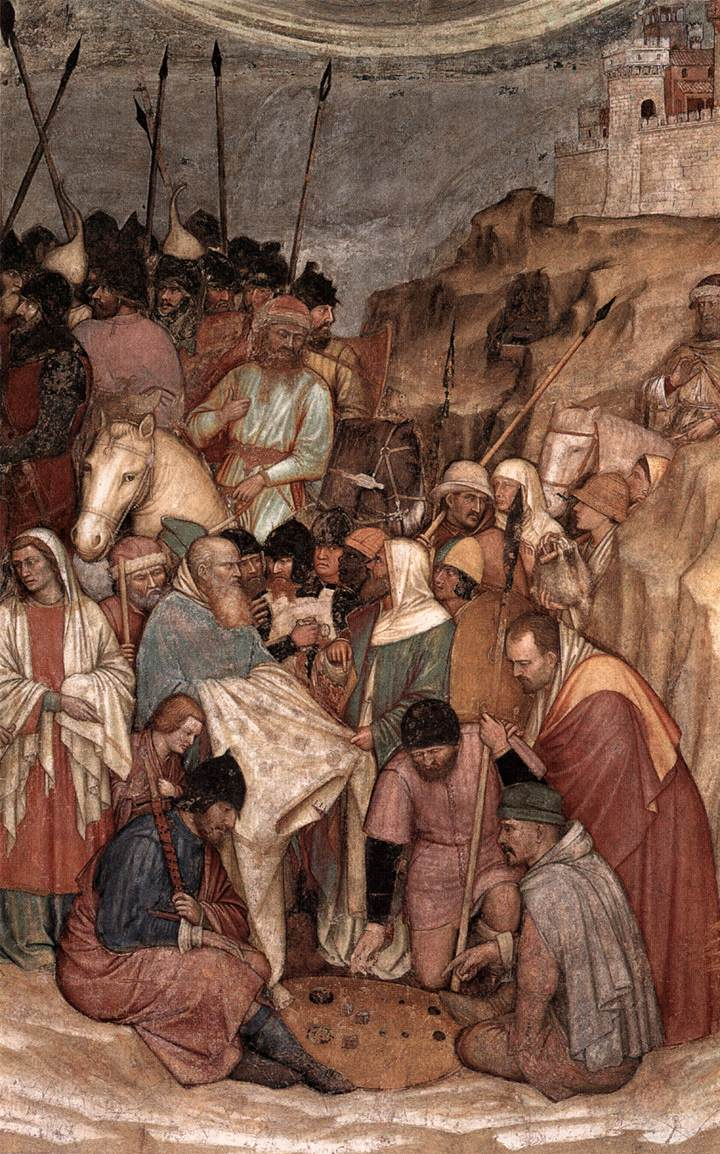
Dettaglio della Crocifissione
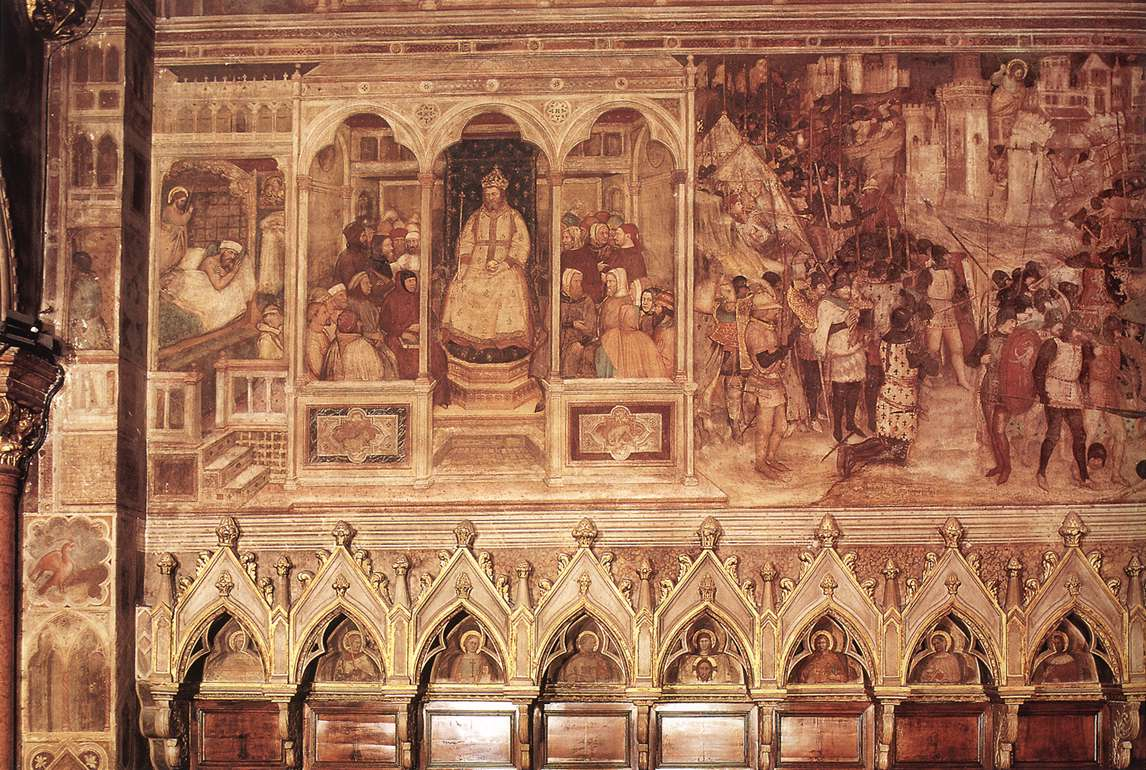
Scene di San Giacomo

### L'oratorio di San Giorgio a Padova

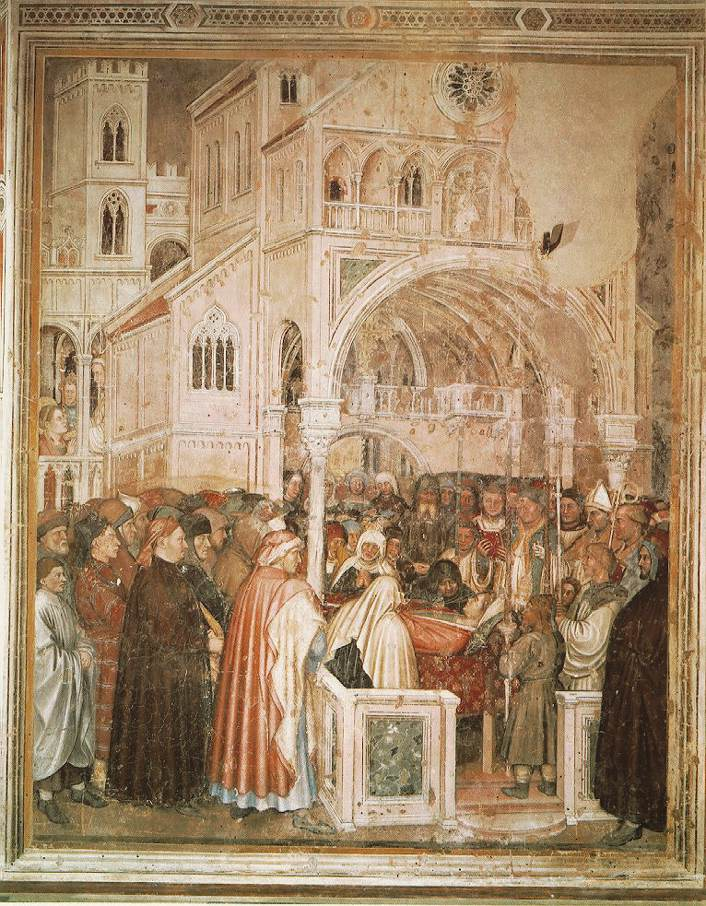
I Funerali di Santa Lucia

Nel 1384 Altichiero concluse un'altra grande opera, gli affreschi sulle pareti dell'oratorio di San Giorgio, sempre a Padova. La struttura architettonica è molto simile alla cappella degli Scrovegni, con un'aula dalle pareti lisce coperta da volta a botte. Le scene raffigurate sono la Crocifissione, l'Incoronazione della Vergine (sull'altare), le Storie dell'infanzia di Cristo (controfacciata) e, sulle pareti, le Storie di San Giorgio, di Santa Caterina d'Alessandria e di Santa Lucia. Ciascuna scena è contornata da grandi campiture che ne risaltano la spettacolarità. Lo stato di conservazione non è ottimo, ma nelle parti meglio conservate si può ammirare come la stesura pittorica sia raffinatissima, con giochi di luce e morbide sfumature e brillanti accostamenti, con vertici assoluti per l'arte trecentesca. Gli scorci architettonici sono complessi e perfettamente inseriti nello svolgimento delle scene, con profondi scorci prospettici, come nel San Giorgio che beve il veleno o nei Funerali di Santa Lucia, dove appare una navata di una chiesa in scorcio piena di astanti perfettamente collocati nello spazio. Se l'orchestrazione delle masse non presenta errori o stanchezza inventiva, ancora più sorprendente è l'attenzione a individuare con gesti, espressioni e vari dettagli la componente individuale di ciascuna figura. Ma nonostante ciò i preziosismi non rubano mai la scena all'azione principale: il pittore controlla tutta la composizione per fare cadere l'occhio all'osservatore dove lui vuole che cada. Nella scena di Santa Lucia condotta al Lupanare, per esempio, una serie di linee orizzontali convergono sulla figura della santa, che nonostante si trovi in posizione decentrata appare immediatamente visibile; in un secondo momento poi l'occhio si allontana a percepire la realistica rappresentazione, con i buoi piegati dallo sforzo, l'incredulità delle guardie, l'apprensione di alcuni spettatori.

## Opere
- Polittico di Boi, già a Caprino Veronese e oggi al Museo di Castelvecchio. I personaggi, anche se di ambito religioso, sono qui raffigurati in pose da rituale di corte.
- Affreschi nella chiesa di Santa Anastasia a Verona, raffiguranti i Santi Giorgio, Martino e Giacomo (1370 circa).
- Affreschi della cappella di San Giacomo, nella basilica del Santo a Padova, raffiguranti le Storie di San Giacomo e la Crocifissione (1376-1379).
- Affreschi nell'oratorio di San Giorgio a Padova raffiguranti la Crocifissione, l'Incoronazione della Vergine, le Storie dell'infanzia di Cristo e le Storie di San Giorgio, di Santa Caterina d'Alessandria e di Santa Lucia (terminati nel 1384).

## Influenza culturale
Altichiero è uno dei protagonisti del libro di Valerio Evangelisti intitolato La luce di Orione, uscito nel 2007.